# Паростки вігни
Паростки вігни, квасолі манг — це овоч, вирощений шляхом пророщування бобовів вігни променистої. Їх вирощують, розміщуючи і поливаючи боби в тіні, поки не відросте коріння. Паростки бобів вігни широко культивуються та споживаються у Східній Азії.

## Вирощування
Для пророщування бобів використовують різні методики. Поширеною технікою в домашніх умовах є пророщування бобів в банці, за допомогою тонкої тканини, обв'язаної зверху гумкою або ниткою. Потім у банку вливають свіжу воду три-чотири рази на день; Потім банки перевертають і залишають стекти. Основними принципами є: вибір хорошого насіння (свіжого та однорідного), проникнення світла до насіння, а також забезпечення достатньої вологості, уникаючи застоя води.

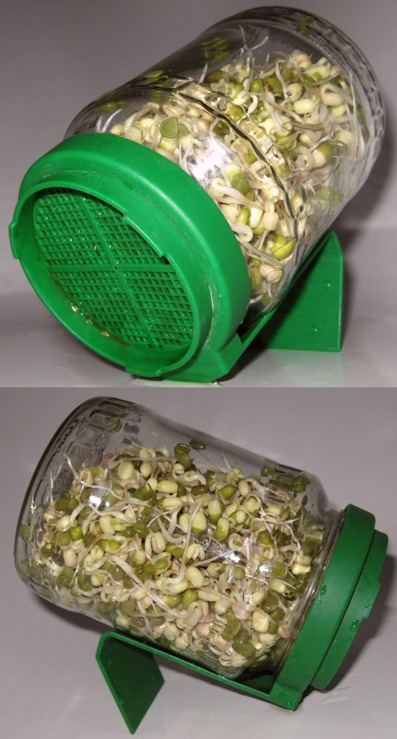
Пророщуванн в банці

## Кулінарне використання

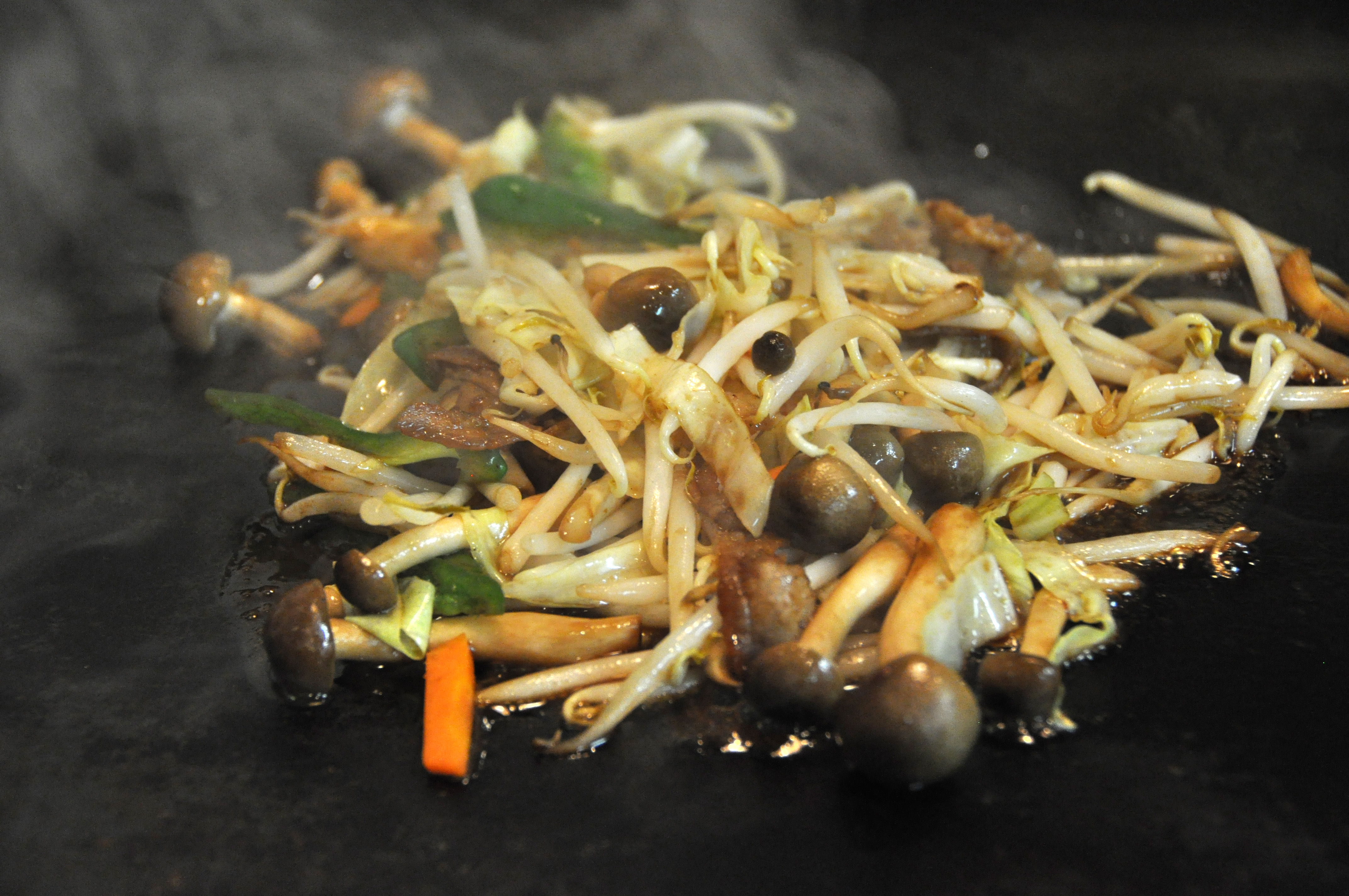
Смажені паростки бобів вігни і гриби

Паростки бобів можна готувати в мікрохвильовій печі або смажити. Використовують як інгредієнт інших страв, наприклад, для яєчних рулетів.

### Китай
У китайській кухні поширені страви, в яких можуть використовуватися паростки бобів, відомі як dòuyá (豆芽), — це смажений рис, яєчний рулет, суп із яєчних крапель та кисло-гарячий суп.

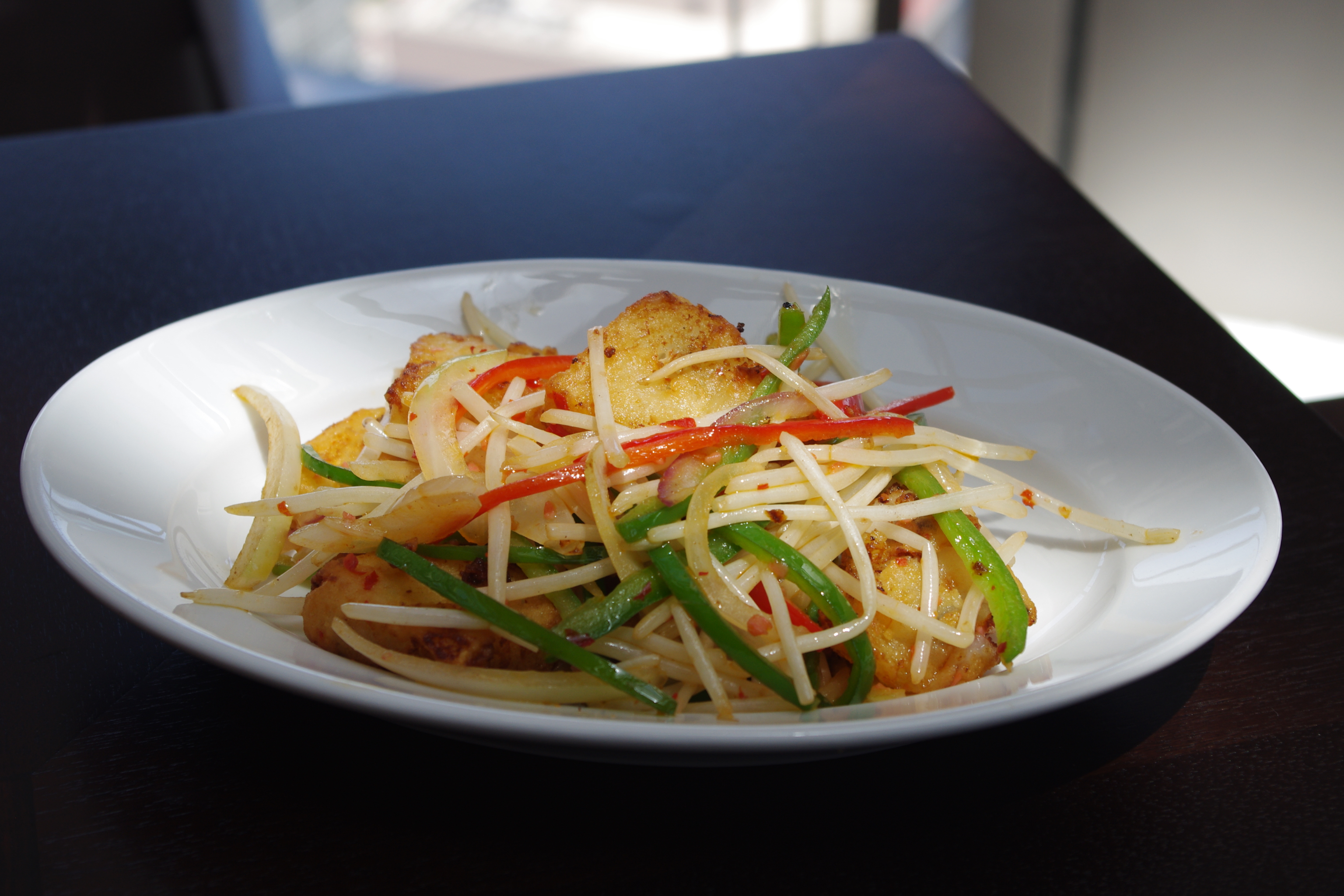
Смажений пиріг та паростки бобів

### Індія
В індійській кухні, особливо в махараштрійській кухні, Usal — це гостра страва, яка врівноважує пекучість карі або бобами, або паростками.

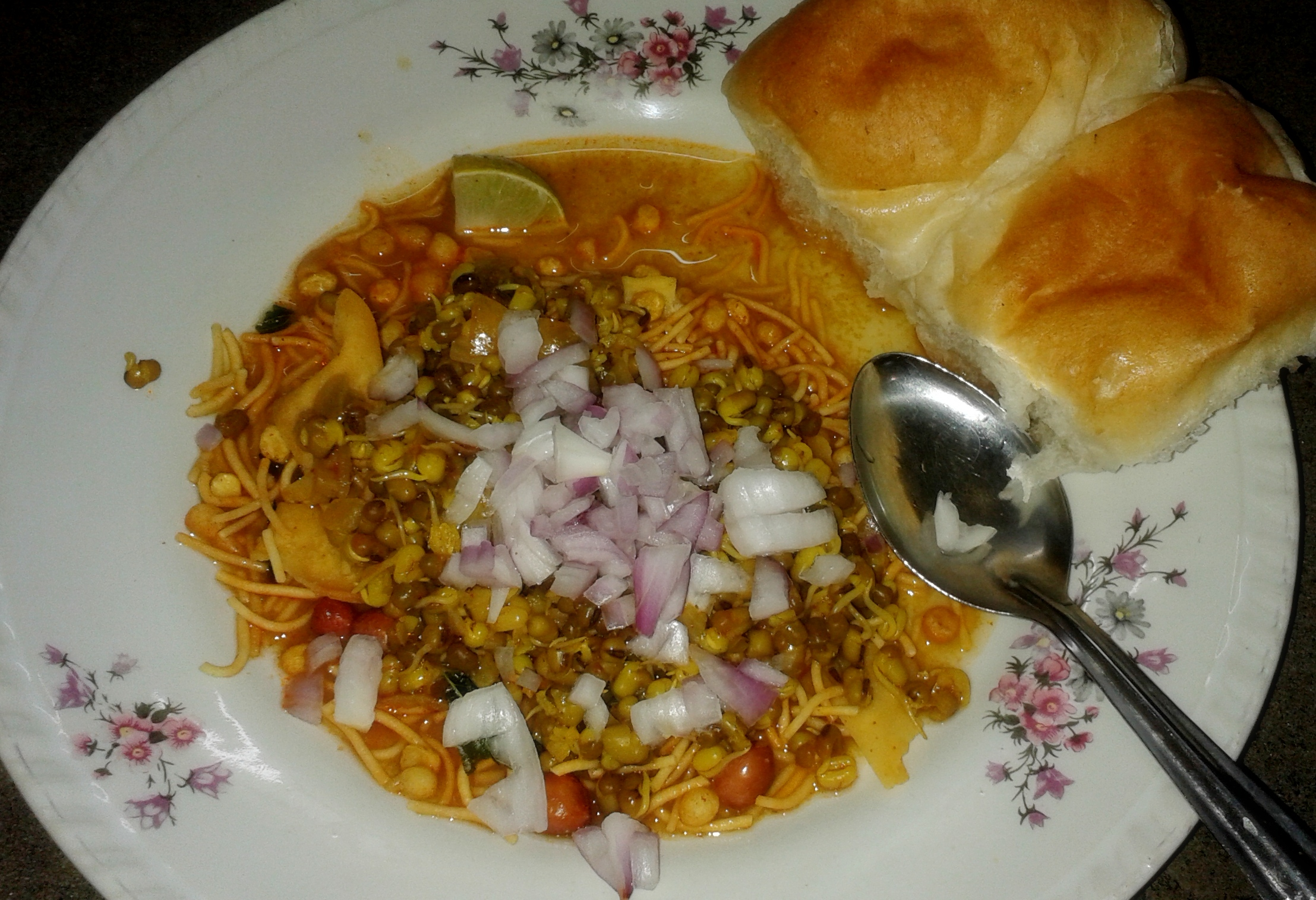
Пряне каррі з сев та бобами

### Японія
В японській кухні назва моясі ((яп. もやし), «паросток бобів») відноситься до паростка вігни. Вони є загальним інгредієнтом багатьох японських страв, таких як стір-фрай та супів.

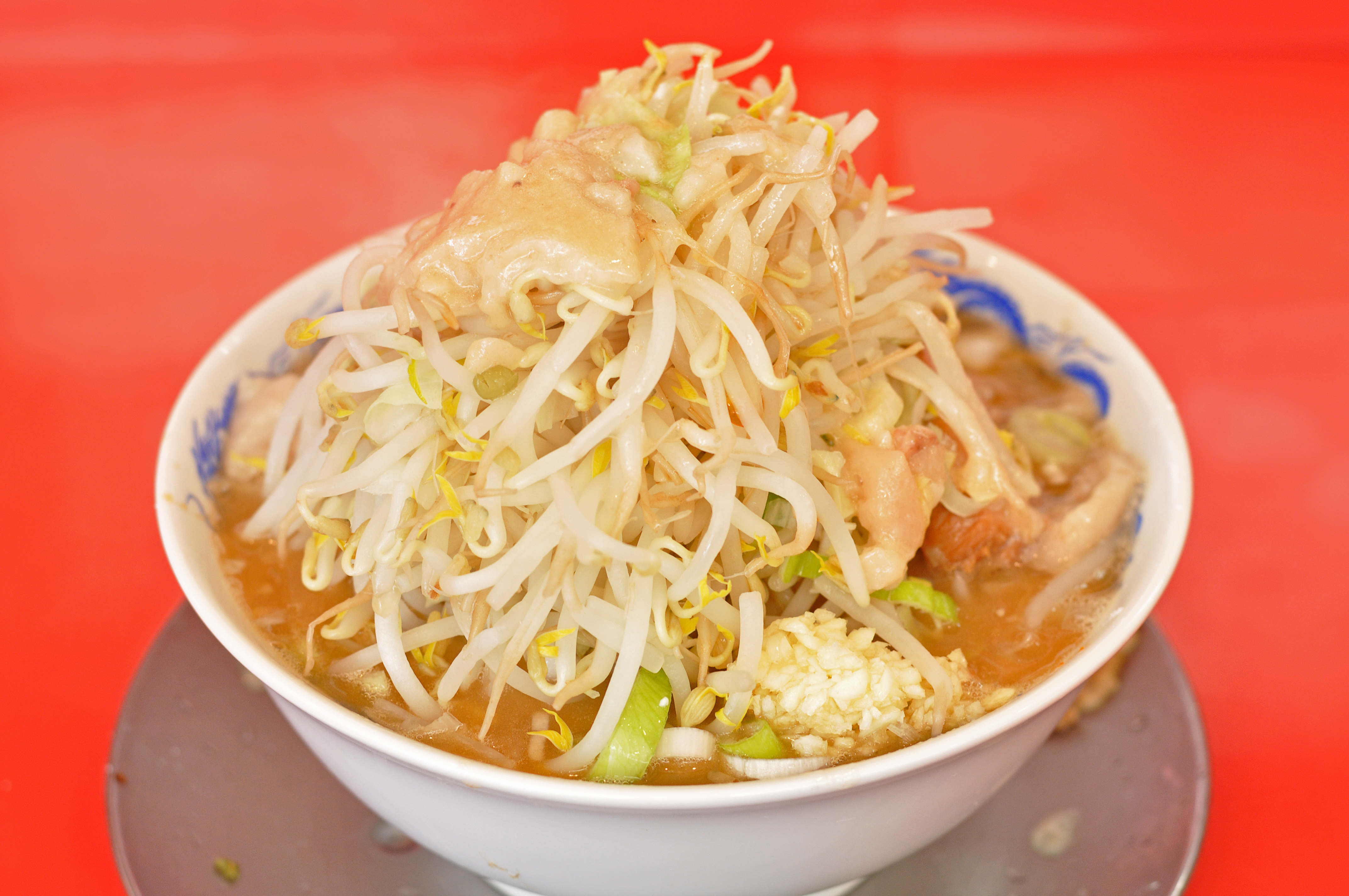
Рамен з паростками бобів

### Корея
У корейській кухні сукджунамуль (숙주나물) називають як самі паростків бобів вігни, так і до намулю (приправленої овочевої страви), виготовленого з паростків. Паростки вігни не є таким поширеним інгредієнтом, як паростки сої в корейській кухні, але їх використовують у пібімпапі, у начинках з манду та у сунде (корейська ковбаса).

Назва сукджунамул — це слово, що складається з сукджу та намуль, перше з яких походить від імені Син Сукджу (1417–1475), одного з видатних вчених Чосон. Сукджу зрадив своїх прихильників і віддав перевагу дядькові короля як претенденту на престол. Люди вважали цей крок Сін Сукджу неетичним та аморальним, і тому дали його ім'я паросткам бобів які, як правило, псуються і дуже легко псуються.

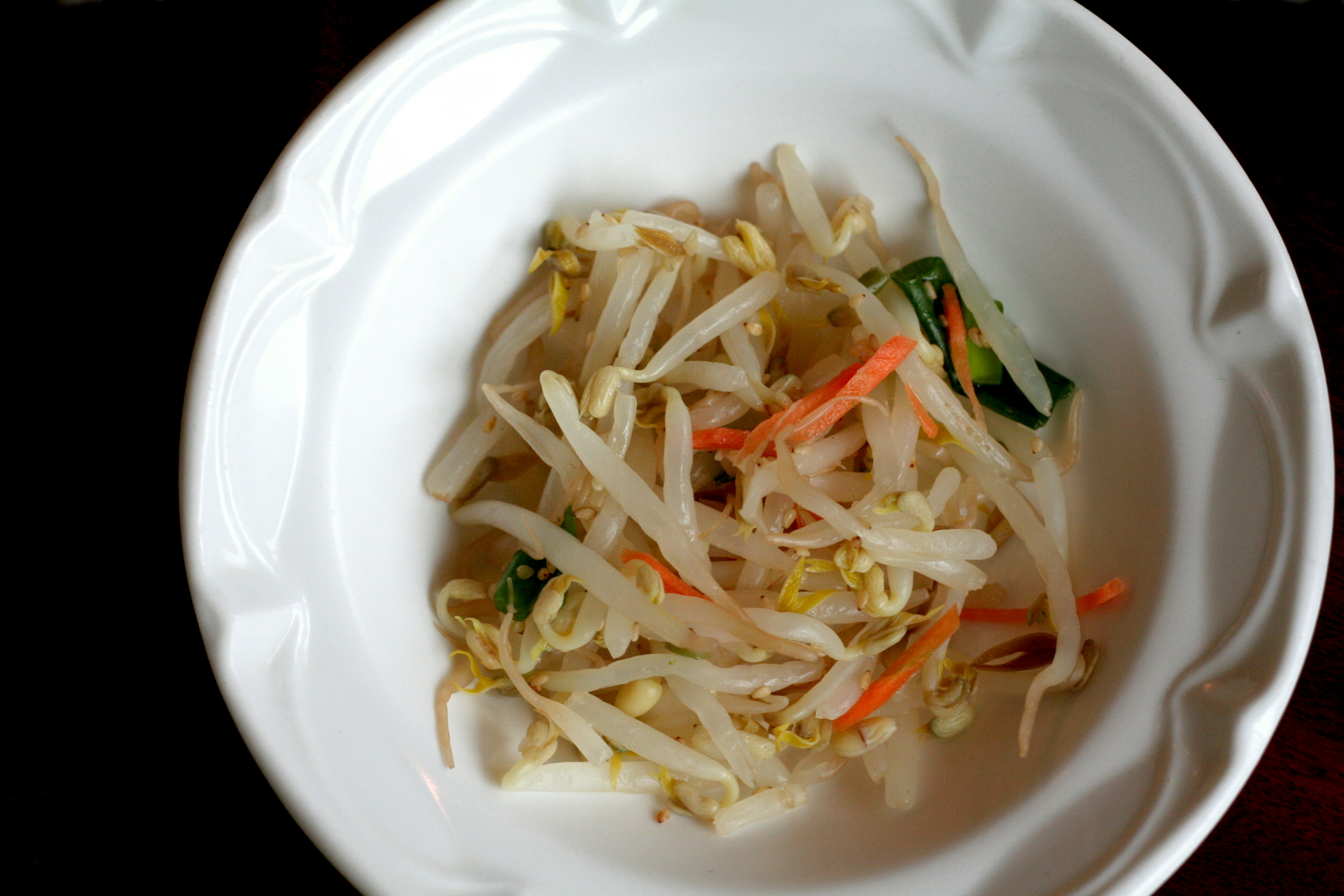
Сукджунамул (заправлені паростки квасолі Мун)
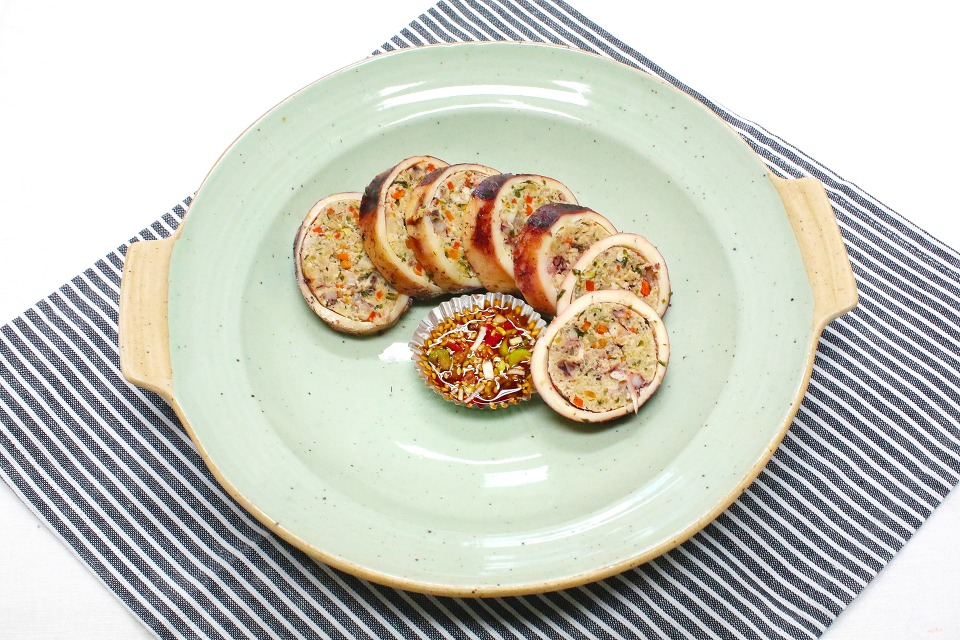
Ojingeo-пломбір (сунде із кальмара, паростків і інших інгредієнтів)

### Таїланд
У тайській кухні паростки квасолі манг зазвичай їдять у супах та смажених стравах. У пад тай їх часто додають на сковороду за одне швидке перемішування перед подачею, а в супах, таких як нам нгіяо, їх посипають поверх страви.

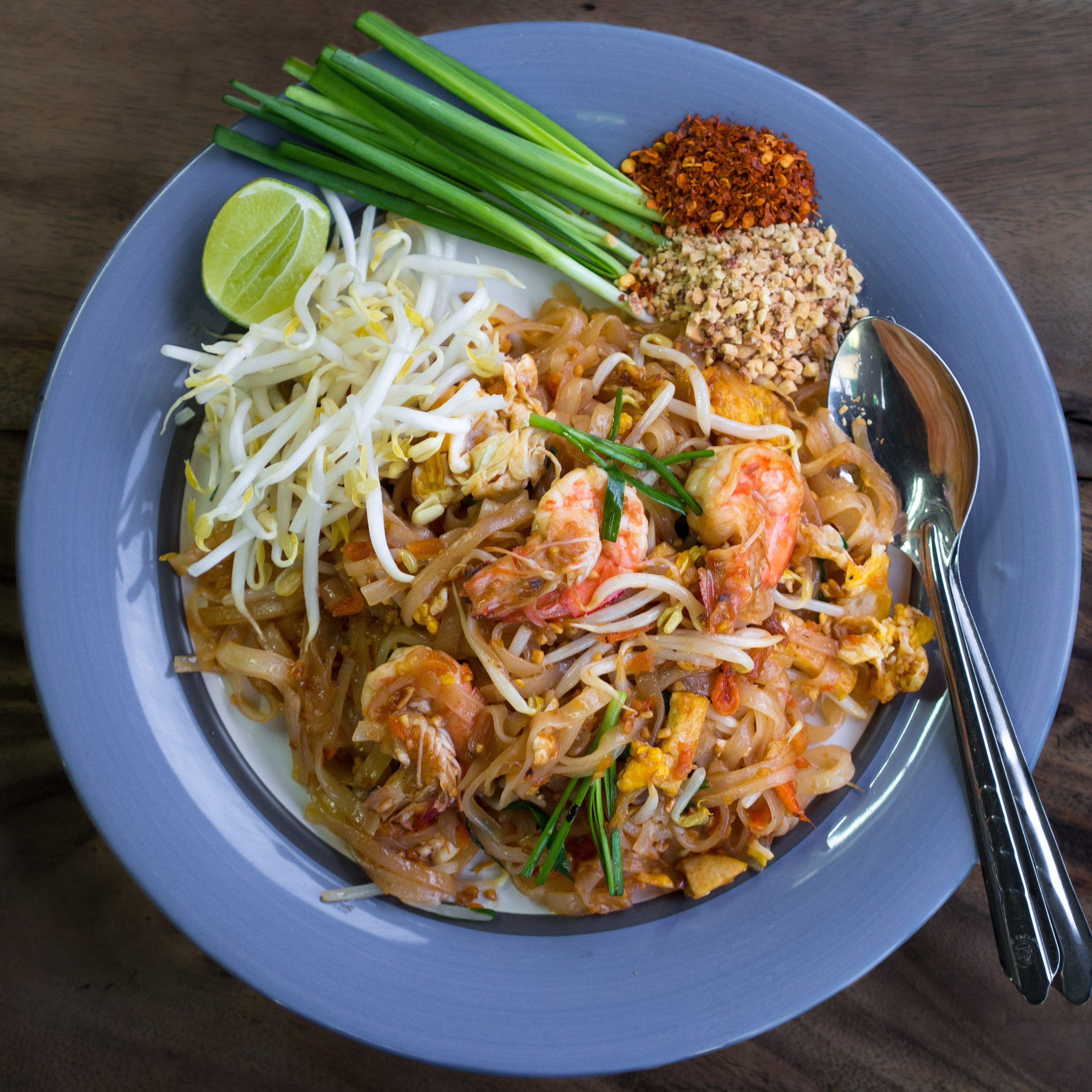
Пад тай подається з паростками квасолі маш
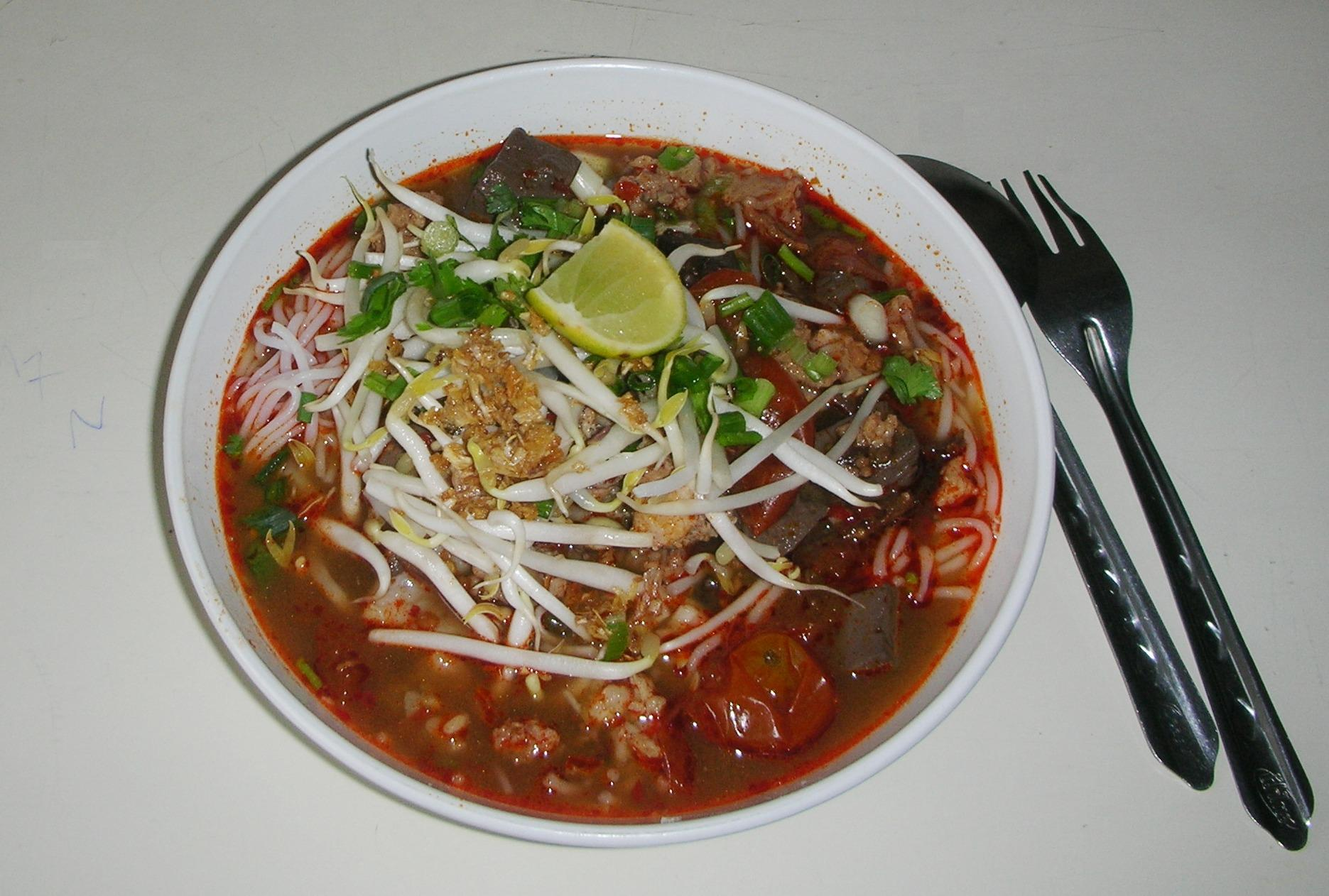
Суп з паростками квасолі зверху

### Індонезія
Паростки бобів широко використовуються в індонезійській кухні. 

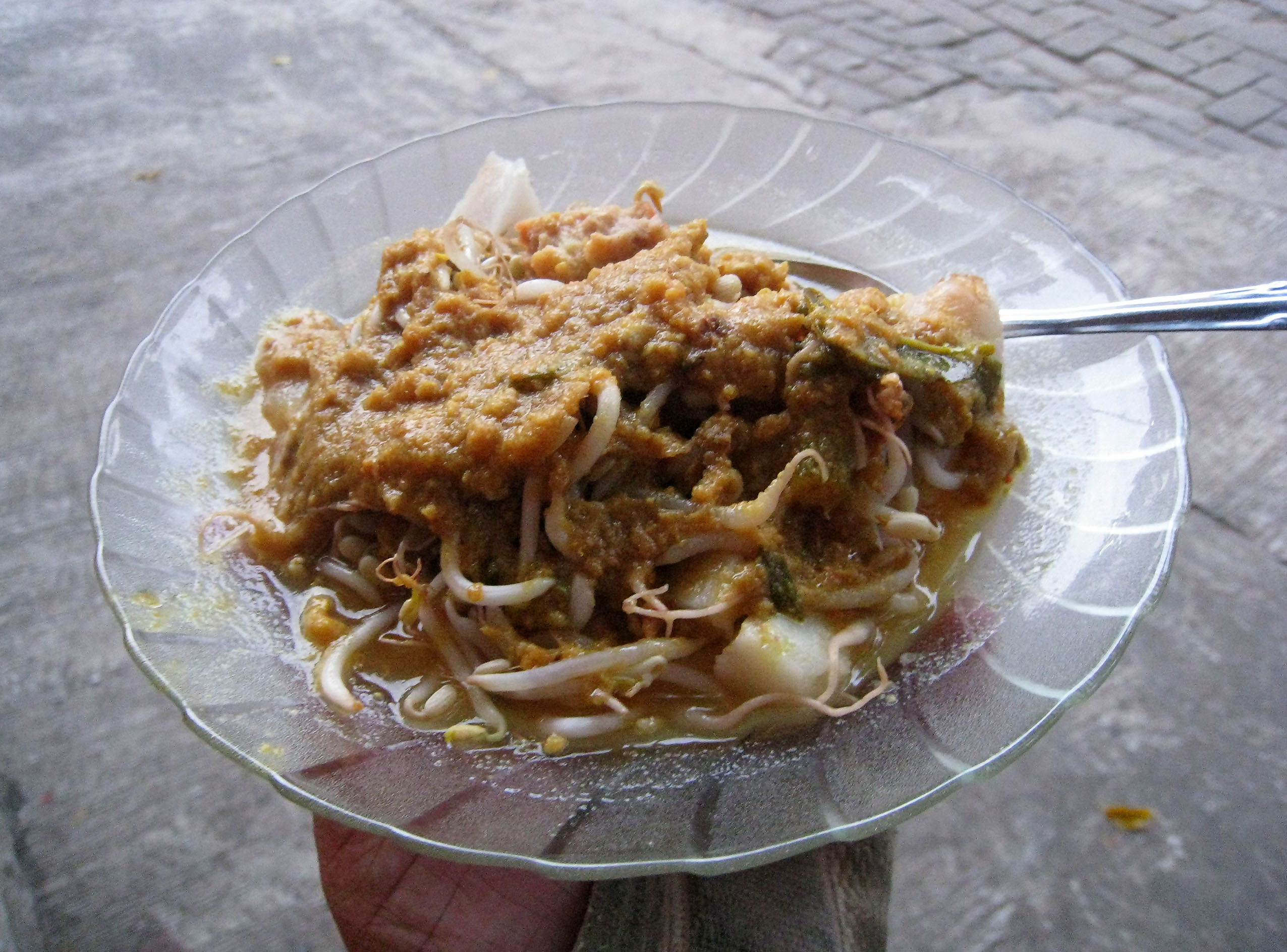
Обсмажені паростки бобів
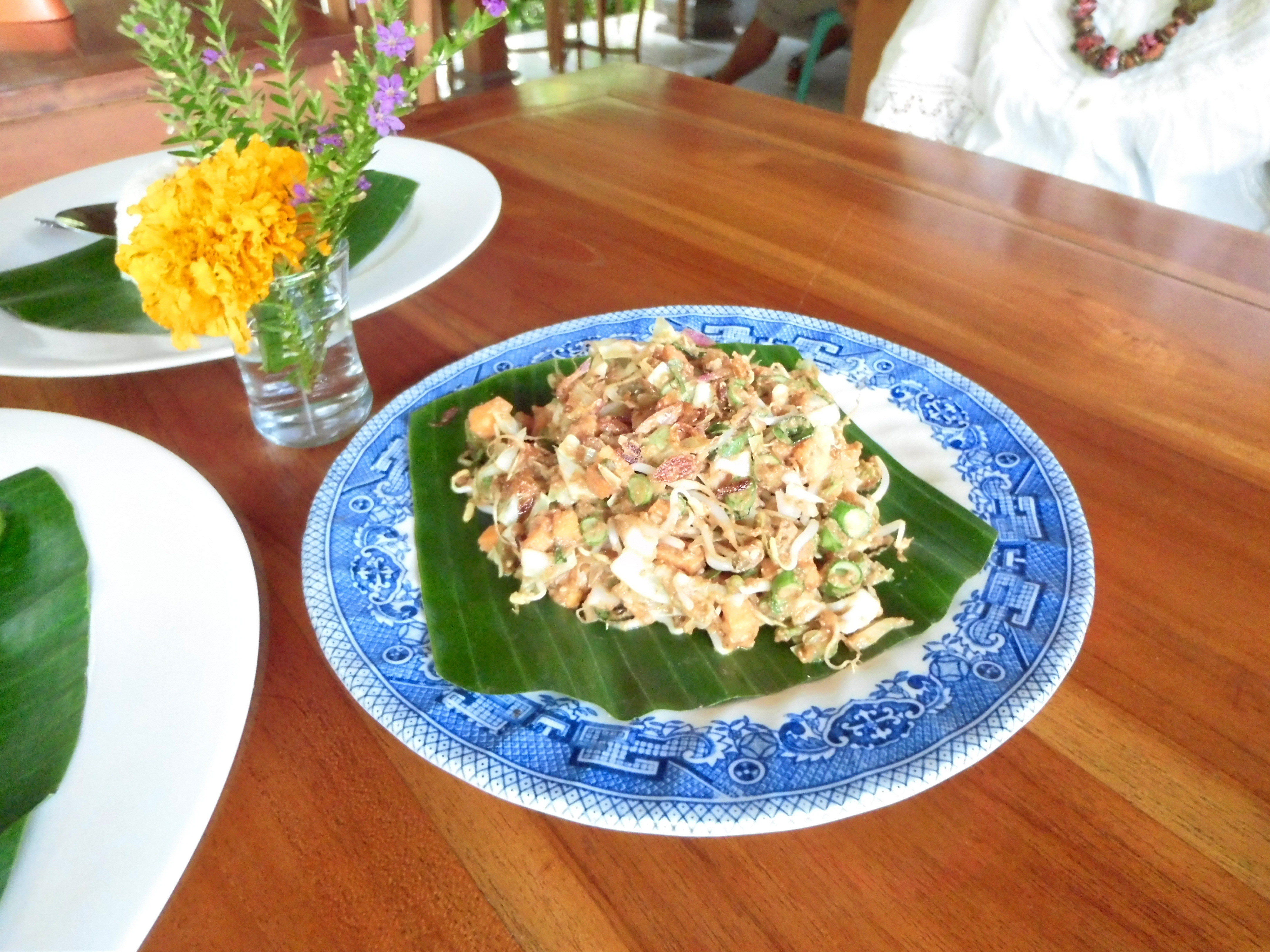
Каредок (салат із сирих овочів)
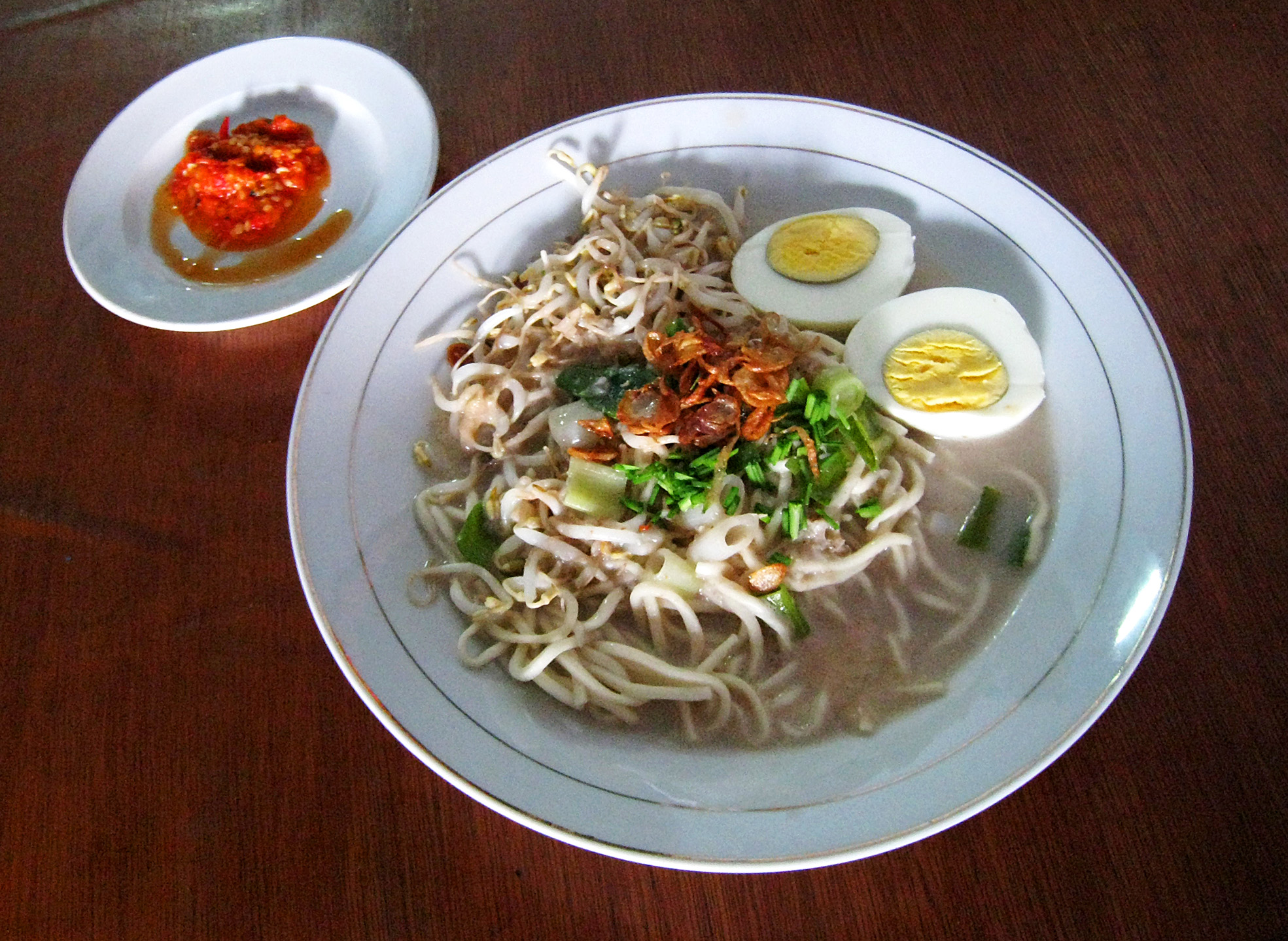
Суп з локшиною з Палембанга

### В'єтнам

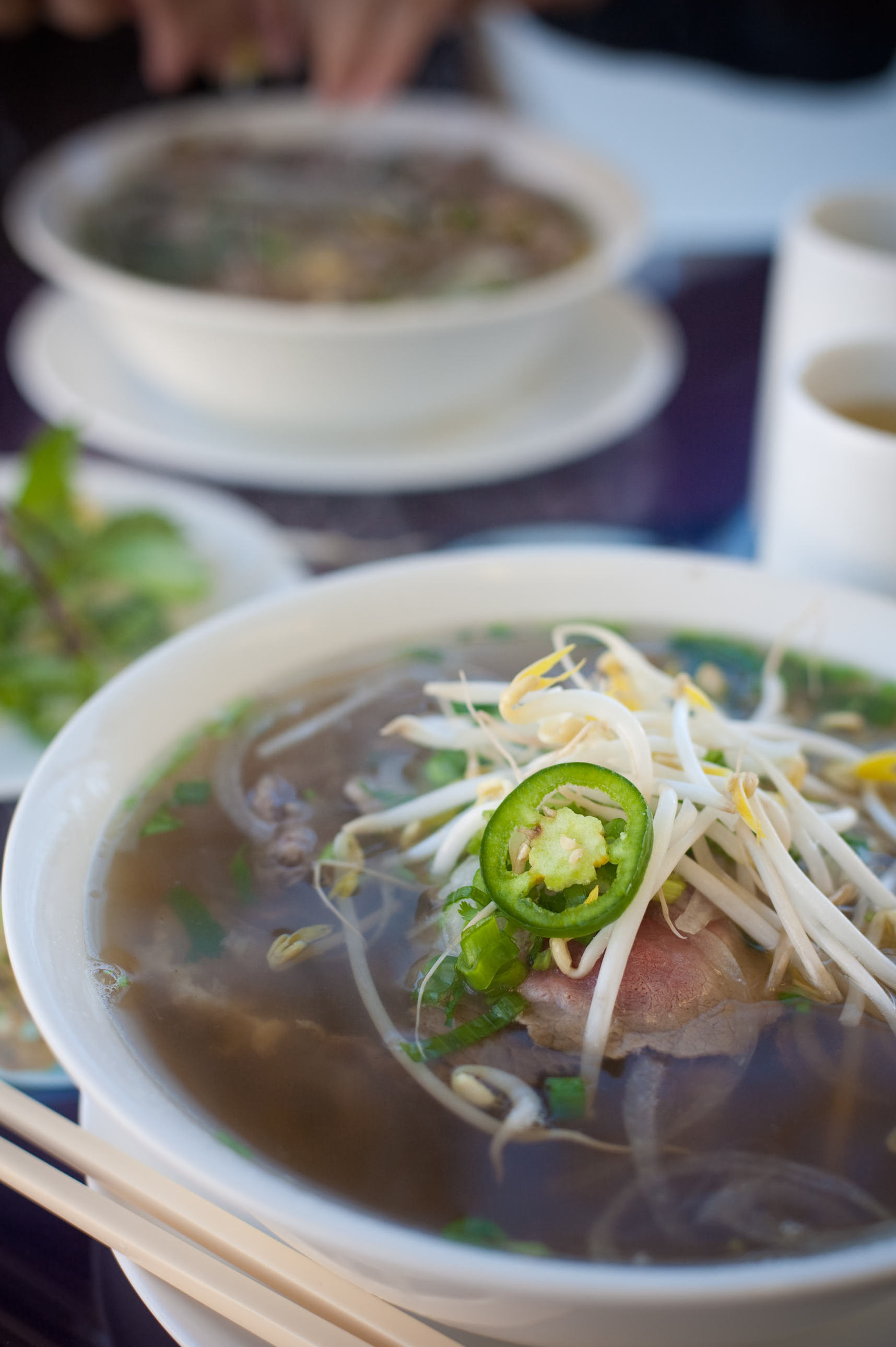
Фо з паростками